# Лулу
Лулу Кенеди-Кернс (рођена као Мари Мекдоналд Меклафлин Лори; 3. новембар 1948) је шкотска певачица, глумица и телевизијска личност.
Лулу је започела своју каријеру у Великој Британији, али је убрзо постала позната широм света,. Имала је велике хитове на топ листама са "To Sir with Love" из истоименог филма из 1967. који је био на врху Billboard Hot 100, као и са насловном песмом филма о Џејмсу Бонду из 1974. Човек са златним пиштољем. У европским земљама је такође позната по песми „Boom Bang-a-Bang“ која је победила на Песми Евровизије 1969. и по свом хиту „Shout“ из 1964. године, који је извела и на церемонији затварања Игара Комонвелта 2014. у Глазгову.

## Живот и каријера
Мари Мекдоналд Меклафлин Лори је рођена у Ленокстауну у Стирлингширу, а одрасла је у Денистоуну у Глазгову, где је похађала школу. Живела је у Галовгејту неко време пре него што се преселила у  Денистоун. Када је имала 12-13 година, она и њен менаџер су приступили бенду под називом Bellrocks. Појављивала се са њима сваке суботе увече: Алекс Томсон, басиста групе, рекао је да је чак и тада њен глас био изванредан. Са 14 година, добила је уметничко име „Лулу“ од свог будућег менаџера Мерион Меси.

### Рани хитови
Године 1964, под окриљем Мерион Меси, потписала је уговор са Decca Records. Са само петнаест година доживела је да њена верзија песме "Shout" групе The Isley Brothers,  достигне 7. место на британској листи. Меси је водила њену каријеру више од 25 година, а њен супруг Марк продуцирао је неке од Лулуиних снимака.
Након успеха "Shout", Лулуин следећи сингл на топ листама био је "Leave a Little Love" 1965. године, опет на УК Топ Тен. Њена следећа плоча, „Try to Understand“, ушла је у Топ 40.
Године 1966. Лулу је са групом The Hollies била на турнеји по Пољској, као прва британска певачица која је наступила уживо иза гвоздене завесе.
Вратила се на британску листу UK Singles Chart у априлу 1967. године, достигавши 6. место са "The Boat That I Row", коју је написао Нил Дајмонд. Свих седам синглова које је избацила са продуцентом Мики Мостом доспело је на британску топ-листу синглова, завршавајући са „Boom Bang-A-Bang“ која је достигла 2. место 1969. Када је Мост умро 2003, Лулу је била пуна хвале за њега и рекла је за BBC да су били веома блиски.
Лулу је дебитовала као глумица 1967. године у филму To Sir, with Love, поред Сиднија Поатјеа. Лулу је и глумила у филму и отпевала насловну песму, са којом је имала велики успех у Сједињеним Државама, достигавши прво место. "To Sir, with Love" је био најпродаванији сингл 1967. године у Сједињеним Државама. Продат је у више од милион примерака и награђен златним диском, а часопис Billboard ју је рангирао као песму број 1 године. У Великој Британији.

### Телевизијска серија
Крајем 1960-их, Лулуина поп каријера у Великој Британији је напредовала и имала је неколико сопствених телевизијских серија. Њена прва BBC серија емитована је 1965. Лулу је 1968. добила сопствену ТВ серију на BBC Оне, која се приказивала сваке године до 1975. под различитим насловима. У серији су често били присутни гости, заједно са плесним трупама. Њена BBC серија укључивала је музичке и комичне скечеве и наступе.
Истовремено са својом ТВ серијом, Лулу је такође водила неколико "једнократних" специјала. Међу њима су били Lulu At Bern's Restaurant, емисија снимљена у Шведској 1969 са The Young Generation, 1970 - The Young Generation Meet Lulu (такође снимљена у Шведској), и Bruce Forsyth Meets Lulu - 1975.

### Песма Евровизије
Лулу је 29. марта 1969. представљала Уједињено Краљевство на Песми Евровизије, изводећи песму „Boom Bang-a-Bang“, коју су написали Питер Ворн и Алан Мурхаус. Песму из избора од шест одабрали  гледаоци њене BBC1 естрадне серије Happening for Lulu, и у специјалној емисији коју је водио Мајкл Аспел у којој је изводила свих шест песама једну за другом.
"Boom Bang-a-Bang" је победила, али још три песме, из Шпаније, ("Vivo cantando" Саломе), Холандије ("De troubadour" Лени Кур) и Француске ("Un jour, un enfant" Фриде Бокаре) имале су по 18 гласова. Правила су накнадно измењена како би се спречили такви случајеви у наредним годинама, али резултат је довео до тога да Аустрија, Португал, Норвешка, Шведска и Финска не учествују у такмичењу 1970. године. Лулуина песма је била најбоља у продаји, са немачком, француском, шпанском и италијанском верзијом поред оригиналне енглеске. Упркос томе што јој се песма није свиђала, то је био њен други највећи хит у Великој Британији до тада, достигавши друго место на листи 1969.
Сама Лулу је 1975. била домаћин BBC-јевог A Song for Europe, квалификационог такмичења за Песму Евровизије, у којој су The Shadows извели шест песама које су ушле у ужи избор. Године 1981. придружила се осталим победницима Евровизије на добротворној гала приредби одржаној у Норвешкој. Године 2009. дала је коментаре и подршку за шест извођача који су били у ужем избору за представљање Велике Британије на Евровизији 2009. на ТВ BBC1.
Само неколико недеља пре свог наступа на Евровизији 1969, Лулу се удала за Мориса Гиба из Bee Gees-а. Морисов старији брат Бари се противио њиховом браку јер је веровао да су премлади. Њихов медени месец у Мексику је морао да буде одложен због Лулуиног ангажмана на Евровизији. Њихове каријере и његово опијање приморали су их да се раздвоје и развели су се 1973. године, али су остали у добрим односима.
Од 30. јуна до 2. јула 1967. Лулу се појавила са групом The Monkees у Вембли арени, а њена кратка романса са Дејвијем Џонсом из групе The Monkees током концертне турнеје по Сједињеним Државама у марту 1968. добила је велики публицитет у британској штампи.

### 1970-е и темаЏејмса Бонда
Лулу је била један од главних уметника позваних да се појаве у Би-Би-Сијевој емисији поводом годишњице Педесет година музике 1972. Исте године глумила је у божићној пантомими Петар Пан у Опери у Манчестеру и поновила свој наступ у Лондон Паладијуму 1975. Вратила се истој улози у различитим лондонским продукцијама од 1987. до почетка 1989. Наступила је у емисији Morecambe and Wise Show 1973. године. Такође 1972. године, Лулу се кратко, али незаборавно појавила, заједно са Рингом Старом, у Летећем циркусу Монтија Пајтона.
Дана 27. маја 1974, BBC1 је приказао специјалну ТВ емисију Bruce Forsyth Meets Lulu за празнике у Великој Британији.
Године 1974. извела је насловну песму за филм о Џејмсу Бонду Човек са златним пиштољем. Коришћене су две мало различите верзије песме, на почетку и на крају; Џејмс Бонд се помиње у крајњој верзији. Објављена као сингл, то је једина насловна песма филма о Бонду која није на листи сингла ни у Уједињеном Краљевству ни у Сједињеним Државама.
Исте године Лулу је обрадила песме Дејвида Боувија "The Man Who Sold the World" и "Watch That Man". Боуви и Мик Ронсон су продуцирали снимке. Боуви је свирао саксофон и пружао пратеће вокале. Гласине о краткој афери између њега и Лулу потврђене су у њеној аутобиографији из 2002.
Године 1975. објавила је диско сингл "Take Your Mama For A Ride", који је достигао врхунац на УК топ-листи на 37. месту, остајући у Топ 75 четири недеље.
Дана 31. децембра 1976, Лулу је извела песму „Shout“ на BBC - овом Јубилеју музике, славећи британску поп музику, као део предстојеће прославе Сребрног јубилеја краљице Елизабете II.
Године 1977. Лулу се заинтересовала за Сида јогу и удала се за фризера Џона Фриду. Развели су се 1991. Имали су једног сина, Џордана Фриду.

### 1980-е
Лулуин успех на топ листама је ослабио 1980-их, али је остала у очима јавности, глумећи и водећи дугогодишњу радио емисију. У августу 1979. након наступа у Маргејту, у Кенту, доживела је саобраћајну несрећу; њен аутомобил се директно сударио са другим, и она је провела недељу дана у болници на опоравку.
Значајни наступи на лондонској сцени су се појавили почетком 1980-их, укључујући Song and Dance Ендруа Лојда Вебера и Guys and Dolls Краљевског националног позоришта. Лулу је оштетила гласне жице док је наступала у емисији Лојда Вебера, што је захтевало операцију која је угрозила њен певачки глас. Била је ко-водитељ обновљене серије Oh Boy! за ITV раних 1980-их. Године 1981. вратила се на америчке топ листе са "I Could Never Miss You (More Than I Do)", хитом из Топ 20 који је такође достигао 2. место на листи Adult contemporary упркос томе што је остао на 62. месту у Великој Британији. Почетком следеће године, имала је скромнији амерички хит са песмом "If I Were You" и била је номинована за Греми за "Who's Foolin' Who" са албума "Лулу".
Освојила је награду Rear of the Year 1983. и поново је снимила низ својих песама. Међу њима је и песма "Shout", која је доспела до Топ 10 1986. у Великој Британији, обезбедивши јој место на Top of the Pops. Лулу је била једна од само два извођача (Клиф Ричард је други) који су певали на Top of the Pops у свакој од пет деценија колико је емисија вођена. Лулу је престала да снима све до 1992. године, фокусирајући се уместо тога на ТВ, глуму и наступе уживо.
Године 1985. објављена је њена прва аутобиографија, Lulu: Her Autobiography.
На телевизији је заменила Џули Волтерс као мајку Адријана Мола у серији Тајни дневник Адријана Мола 1987. Године 1989. и 1990. дала је глас главном јунаку у анимираној серији Нели слон на ITV-у.
Године 1989. Лулу и њена менаџерка, Мерион Меси, растали су се. Током двадесетпетогодишњег дружења, Меси и Лулу су били равноправни партнери као пословно предузеће, али, охрабрена од свог супруга Џона Фриде, Лулу је прекинула њихово пословно удружење 1989. јер је била фрустрирана што Меси није могла да настави њену каријеру снимања.

### 1990-е
Године 1993. Лулу се вратила на снимање са синглом "Independence", који је достигао 11. место на UK Singles Chart. Била је то насловна песма са албума Independence, а сва четири сингла објављена са албума су доспела до доњег дела британске топ листе, као и два каснија сингла, објављена 1994.
Касније те године, гостовала је на обради песме Дена Хартмана „Relight My Fire" са дечачким бендом Take That. Сингл је достигао 1. место на британској листи, а Лулу се појавила као пратећа група Take That на њиховој турнеји 1994. године.
Године 1999. Лулу се вратила на BBC 1 како би суботом увече водила емисију Национална лутрија Red Alert. Тематска песма, коју је отпевала Лулу, објављена је као сингл, али је достигла само 59. место у Великој Британији.
Такође је написала и снимила дует са британском поп певачицом Каваном под називом "Heart Like the Sun", који није комерцијално објављен све до Каванине колекције "највећих хитова" из 2007. године.

### 2000-е, повратак на листе иЗаједно
Сада позната као Лулу Кенеди-Кернс (рођено име њене покојне мајке пре него што ју је усвојила породица Мекдоналд), 2000. године добила је Орден британског царства од краљице Елизабете II. Лулуина аутобиографија, објављена 2002. године, носила је назив I Don't Want to Fight по хит песми коју су она и њен брат написали са текстописцем Стивом ДуБеријем за Тину Тарнер, песму коју је сама Лулу објавила 2003. као део свог албума "Највећи хитови". Њен златни албум из 2002. године, Together, био је колекција дуета са Елтоном Џоном и Полом Макартнијем, између осталих, песме које су изведене у ТВ специјалу за ITV, где се Лулу поново спојила са својим првим мужем Морисом Гибом за живо извођење "First of May". Њено извођење песме "We've Got Tonight", са Ронаном Китингом, достигло је 4. место у Уједињеном Краљевству, што се поклапа са врхом топ листе албума "Together".
Године 2000. Лулу је седела у 5.387.862-ом и последњем класичном Мини-ју када је сишао са производне траке. На церемонији у фабрици у Бирмингему, Лулу је одвезла црвени Мини Купер, регистрација 1959–2000, са стазе уз музику из The Italian Job, филма из 1969.
Године 2004. објавила је албум Back on Track и отишла на турнеју широм Велике Британије како би прославила четрдесет година у музичком бизнису. Албум се нашао на 68. месту листе. Крајем 2004. године вратила се на радио као водитељка двочасовне радио емисије на BBC Radio 2, пуштајући еклектичну мешавину музике од 1950-их до 2000-их. Године 2005. Лулу је издала A Little Soul in Your Heart, колекцију соул класика која је ушла на 28. место на листи албума у Великој Британији.
Лулу је наставила да глуми повремено и глумила је заједно са Томом Кортнејем и Стивеном Фрајем у британском филму Шта се догодило Харолду Смиту?  Такође се појавила у ријалити ТВ емисији Би-Би-Сија Само нас двоје 2006. године као судија.
У новембру 2008, Лулу је најављена као једна од бројних шкотских познатих личности које ће се појавити у рекламној кампањи за Homecoming Scotland,  догађај који подстиче људе широм света са шкотским наслеђем да се врате у Шкотску. На општим изборима у Великој Британији 1979, 1983. и 1987. Лулу је била присталица Конзервативне странке премијерке Маргарет Тачер.
У јануару 2009, Лулу је започела четворонедељни боравак као саветник/тренер у емисији Евровизија: Твоја земља те треба, помажући да се изабере певачица која ће представљати УК на Песми Евровизије 2009. године.
Након што се појавила на концерту АББА у Хајд парку у Лондону током септембра 2009, Лулу је најавила да ће ићи на турнеју по Великој Британији.

### 2010-е и турнеја Here Come the Girls
Почетком 2010. Лулу је отпевала тему „The Word Is Love“ за филм Oy Vey! My Son Is Gay!! и други пут је била на турнеји по Великој Британији "Here Come the Girls" заједно са Анастасијом и Хедер Смол. У новембру 2010. водила је BBC ТВ серију Rewind the 60s, при чему се свака епизода фокусирала на годину током 1960-их, наглашавајући друштвена и политичка питања деценије, као и музику и интервјуе са личностима.
У августу 2014, Лулу је отворила церемонију затварања Игара Комонвелта у Глазгову 2014.
19. марта 2018. придружила се глумачкој екипи 42. улице у главној улози Дороти Брок у трајању од 16 недеља.
Између априла и јуна 2019, Лулу је била на турнеји са Take That, изводећи „Relight My Fire“. 18. децембра 2019. извела је „Run Rudolph Run“ и „Shout“ на избору за мис света 2019.
У јануару 2023, Лулу се појавила у четвртој серији Маскирани певач као „Piece of Cake“. Била је друга такмичарка која је изгласана ван такмичења.
Њена турнеја For The Record у Британији, заказана за 2023, је Лулуина прва турнеја од 2019. године, амбициозан и опсежан повратак њеном распореду наступа уживо.

## Филмографија
- Gonks Go Beat (1965)
- To Sir, with Love (1967) (also theme song)
- Cucumber Castle (1970)
- The Cherry Picker (1972)
- Alicja (1982) (voice)
- To Sir, with Love II (1996)
- Whatever Happened to Harold Smith? (1999)
- Absolutely Fabulous: The Movie (2016)
- The Bee Gees: How Can You Mend a Broken Heart (2020)
- My Old School (2022) (voice and closing theme)

## Почасти
Лулу је добила Орден Британског царства на рођенданским почастима 2000. и на рођенданским почастима 2021. за заслуге за музику, забаву и добротворне сврхе.